# Strada nazionale 116
La strada nazionale 116 era una strada nazionale del Regno d'Italia, che collegava Ozieri a Castelsardo.
Venne istituita nel 1923 con il percorso "Ozieri - Martis sulla nazionale n. 112 e da questa presso Rio Tesciu a Castelsardo".
Nel 1928, in seguito all'istituzione dell'Azienda Autonoma Statale della Strada (AASS) e alla contemporanea ridefinizione della rete stradale nazionale, il suo tracciato costituì l'intera strada statale 132 di Ozieri (da Ozieri a Martis) e l'intera strada statale 134 di Castel Sardo (da rio Tesciu a Castelsardo).